# Perla grandis
Perla grandis är en bäcksländeart som beskrevs av Jules Pièrre Rambur 1842. Perla grandis ingår i släktet Perla och familjen jättebäcksländor. Inga underarter finns listade i Catalogue of Life.